# Megastigmus brachyscelidis
Megastigmus brachyscelidis är en stekelart som beskrevs av William Harris Ashmead 1900. Megastigmus brachyscelidis ingår i släktet Megastigmus och familjen gallglanssteklar. Inga underarter finns listade i Catalogue of Life.